# Coelacanthus
Coelacanthus, del griego clasico κοῖλος (koîlos), "hueco", y ἄκανθος (ákanthos), "espina", es un género extinto de celacantos que aparecieron originalmente durante el período Pérmico. En realidad, este fue el primer género de celacantos que fue descrito, y el orden Coelacanthiformes fue nombrado por este.

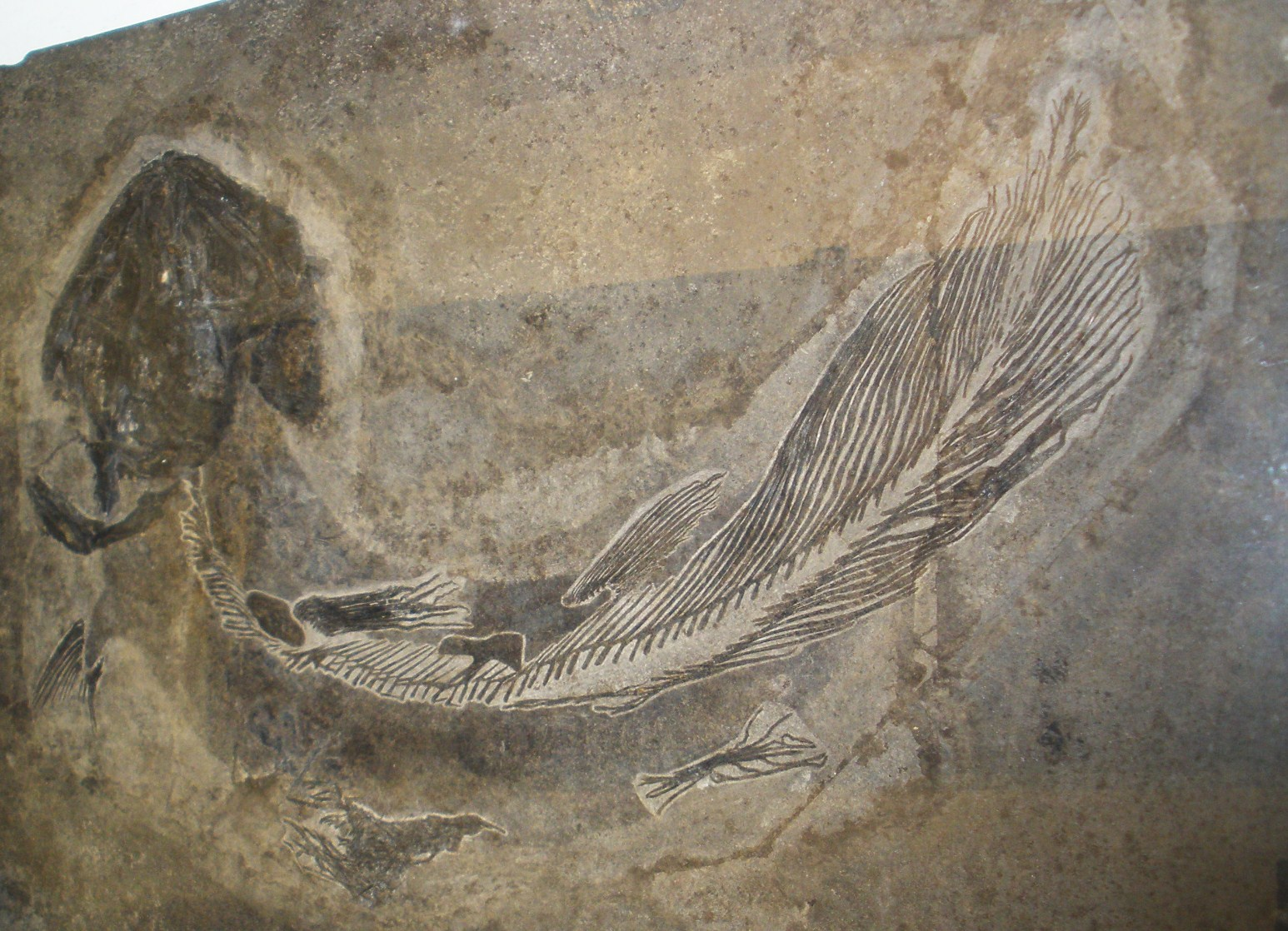
Fósil de Coelacanthus granulatus.

Los miembros de este género tenían un parecido superficial al actual celacanto Latimeria, aunque eran más pequeños, y tenían cabezas más alargadas. Podían llegar a medir 90 centímetros de longitud, y tenían pequeñas aletas lobuladas, lo que sugiere que Coelacanthus era un depredador de aguas abiertas.
Coelacanthus fue un género longevo con una distribución cosmopolita. Logró sobrevivir la extinción masiva del Pérmico-Triásico, y se extinguió en algún momento durante el final del período Jurásico Superior, hace cerca de 145 millones de años.

## Especies deCoelacanthus
- ?Coelacanthus banffensis Lambe, 1916[1]
- ?Coelacanthus evolutus Beltan, 1980
- ?Coelacanthus gracilis Agassiz, 1844,
- Coelacanthus granulatus Agassiz, 1836
- ?Coelacanthus harlemensis Winkler, 1871
- ?Coelacanthus lunzensis Reis, 1900
- ?Coelacanthus madagascariensis Woodward, 1910[2]
- ?Coelacanthus minor Agassiz, 1844
- ?Coelacanthus welleri Eastman, 1908
- ?Coelacanthus whitea Lehman, 1952